# Cổ Sơn
Cổ Sơn (tiếng Trung: 鼓山區; bính âm: Gǔshān Qū) là một khu (quận) của thành phố Cao Hùng, Trung Hoa Dân Quốc (Đài Loan). Quận nằm ở khu vực trung tâm thành phố và ở phía bắc của cảng Cao Hùng. Cổ Sơn có địa hình khá bằng phằng với diện tích là 14,7458 km², dân số vào tháng 8 năm 2011 là 132.393 người thuộc 52.905 hộ gia đình, mật độ cư trú đạt 8978,4 người/km².

## Giáo dục
- Đại học quốc lập Trung Sơn

## Vận chuyển

### Đường sắt
- Ga Nội Duy
- Ga Bảo tàng nghệ thuật
- Ga Cổ Sơn

### Tàu điện ngầm
Cổ Sơn có Ga Tây Tử Loan thuộc Tuyến cam và Ga Ao Tử Để của Tuyến đỏ thuộc KMRT.